# Діловий центр (станція метро, Філівська лінія)
55°44′55″ пн. ш. 37°32′17″ сх. д. / 55.74861° пн. ш. 37.53806° сх. д.
«Діловий центр» (рос. Деловой центр) — станція Філівської лінії Московського метрополітену, розташована між станціями «Київська» і «Москва-Сіті».
Була відкрита під назвою «Діловий центр» 10 вересня 2005 при будівництві відгалуження Філівської лінії в район Москва-Сіті. 
3 червня 2008 постановою Уряду Москви станція була перейменована на «Виставкову» (рос. Выставочная), по розташованому поруч Експоцентру. До 1 червня 2009 були замінені всі покажчики з назвою станції. 31 березня 2024 року було повернуто початкову назву.

## Вестибюль
У станції два вестибюлі. Перший веде на Перехідний проїзд (далі — вулиця Антонова-Овсієнка), до головного входу виставкового комплексу «Експоцентр» (згодом стане західним входом). Вихід же до мосту Багратіон був закритий на тривалу реконструкцію з 1 жовтня 2007 року і був знову відкритий 16 вересня 2013 року, режим роботи мосту Багратіон водночас було продовжено з 5:30 до 2:00.

## Станція в цифрах
Пікет ПК05 +69,9 (пікет лінії «міні-метро»). Ширина платформи — 11,8 метрів. Довжина платформи — 118 м. Крок колон — 7,8 м. Максимальна висота станції — понад 7 м. Відстань від колон до краю платформи — 1,6 м. Вестибюль сполучено з торцевими частинами посадочної платформи поверховими ескалаторами типу Е900Т (по два) і сходами шириною 2,95 м.
Перегін між станціями «Діловий центр» та «Москва-Сіті» — найкоротший у Московському метрополітені (0,5 км).

## Технічна характеристика
Конструкція станції — колонна трипрогінна мілкого закладення. (глибина закладення — 22,5 м). Споруджена з монолітного залізобетону за індивідуальним проектом.

## Оздоблення
Станція розташована на нижньому ярусі Московського міжнародного ділового центру (ММДЦ) «Москва-Сіті».
За допомогою світлового і колірного рішення інтер'єрів весь простір станції ділиться на зони: транспортну, пішохідно-прогулянкову, виставкову та інформаційну. Головну роль в цьому відіграють стелі підшивання різної форми і контрастних кольорів. У просторі між конструкцією і стелею підшивання зі світильниками розміщуються інженерні комунікації.
Інтер'єри вестибюлів вирішені в єдиному зі станцією стилі та кольоровій гамі. Стелі підшивання виконані з алюмінієвого профілю Luxalon і панелей Alucobond. Колони оздоблені мармуром коричневого кольору (на самій станції колони оздоблені нержавіючою сталлю). Підлога гранітна. Колійні стіни оздоблені панелями, стіни вестибюля бежевим мармуром. Всі вітражі, огорожі та декоративні елементи виконуються з шліфованої нержавіючої сталі.
У вестибюлях розміщуються службові та технологічні приміщення. На балконі станції розташована художня галерея «Метро».

## Пересадки
- Діловий центр,
- Діловий центр,
- Тестовська,
- Автобус: с344